# Cousin, cousine
Cousin, cousine is een Franse romantische komedie uit 1975 onder regie van Jean-Charles Tacchella. In 1989 kwam een Amerikaanse remake van de film onder de naam Cousins.

## Verhaal
Tijdens een trouwfeest ontmoet Marthe, de dochter van de bruid, Ludovic, de neef van de bruidegom, voor het eerst. Aan het einde van het trouwfeest zijn ze beiden aan het wachten op hun partners, Pascal en Karine, die in het geheim seks hebben met elkaar. Dit geeft Marthe en Ludovic de kans om elkaar te leren kennen.
Na het trouwfeest spreken de twee opnieuw af. Ludovic is intussen achter het overspel van hun beider partners gekomen en licht Marthe hierover in. Pascal belooft dat hij de affaire met Karine zal stoppen en dat Marthe opnieuw de enige vrouw in zijn leven zal zijn. Dit kan echter niet voorkomen dat Marthe en Ludovic steeds vaker afspreken en de platonische liefde maakt al snel plaats voor echte liefde.

## Rolverdeling
| Acteur                   | Personage |
| ------------------------ | --------- |
| Marie-Christine Barrault | Marthe    |
| Victor Lanoux            | Ludovic   |
| Marie-France Pisier      | Karine    |
| Guy Marchand             | Pascal    |
| Ginette Garcin           | Biju      |
| Sybil Maas               | Diane     |
| Popeck                   | Sacy      |
| Pierre Plessis           | Gobert    |

## Prijzen en nominaties
De belangrijkste:
| jaar | prijs        | categorie                              | genomineerde(n)                         | uitslag     |
| ---- | ------------ | -------------------------------------- | --------------------------------------- | ----------- |
| 1976 | César        | Beste film                             | Beste film                              | Genomineerd |
| 1976 | César        | Beste acteur                           | Victor Lanoux                           | Genomineerd |
| 1976 | César        | Beste scenario, origineel of aangepast | Jean-Charles Tacchella                  | Genomineerd |
| 1976 | César        | Beste vrouwelijke bijrol               | Marie-France Pisier                     | Gewonnen    |
| 1977 | Oscar        | Beste actrice                          | Marie-Christine Barrault                | Genomineerd |
| 1977 | Oscar        | Beste originele scenario               | Jean-Charles Tacchella Danièle Thompson | Genomineerd |
| 1977 | Oscar        | Beste niet-Engelstalige film           | Beste niet-Engelstalige film            | Genomineerd |
| 1977 | Golden Globe | Beste buitenlandse film                | Beste buitenlandse film                 | Genomineerd |